# Céline Walser
Pour les articles homonymes, voir Walser.
Céline Walser, née le 31 mai 1998 à Liestal, est une joueuse professionnelle de squash représentant la Suisse. Elle atteint le 88e rang mondial en février 2022, son meilleur classement. Elle remporte les championnats de Suisse à quatre reprises entre 2015 et 2023.

## Biographie
Elle étudie à l'université du Gloucestershire[réf. nécessaire]. Elle intègre le top 100 mondial pour la première fois en décembre 2020.

## Palmarès

### Titres
- Championnats de Suisse : 5 titres (2015, 2016, 2021-2023)